# Мейсон, Джо
Джо́зеф (Джо) Ме́йсон (англ. Joseph "Joe" Mason; 13 мая 1991, Плимут, Англия) — ирландский футболист, нападающий клуба «Кавалри».

## Биография
Джо Мейсон родился в Плимуте. Здесь же начал свою футбольную карьеру в системе клуба «Плимут Аргайл», куда он попал в возрасте 10 лет. В мае 2009 года он подписал с «Плимутом» профессиональный контракт, а позже был включён в заявку основной команды на сезон 2009/10.
5 декабря 2009 года Джо дебютировал за родной клуб в домашней игре с «Шеффилд Юнайтед» (0:1), где провёл на поле 25 минут. Зимой 2010 года Мейсон продлил контракт с «пилигримами» ещё на 2,5 года. 27 февраля ирландец забил свой первый гол за клуб, поразив ворота всё того же «Шеффилд Юнайтед» (3:4).
10 июля 2011 года Мейсон перешёл в «Кардифф Сити» за 250 тыс. фунтов, подписав 3-летний контракт. 7 августа он провёл свой первый матч за валлийский клуб против «Вест Хэма» (1:0), выйдя на замену во 2 тайме, а свой первый матч в основном составе «ласточек» Джо сыграл 17 августа с «Брайтоном» (1:3). 22 октября он забил за «Кардифф» свой первый гол, расписавшись в воротах «Барнсли» (5:3).
Мейсон сделал весомый вклад в выход «ласточек» в финал Кубка лиги, забив в игре 1/8 финала с «Бернли» (1:0), а в финальном матче с «Ливерпулем» (2:2) открыл счёт, однако в серии пенальти титул всё же достался клубу из Мерсисайда. 20 апреля 2012 года Джо продлил свой контракт с «Кардиффом» до 2016 года. Спустя день после подписания он поразил ворота «Лидса» (1:1), а ещё через день Мейсон был награждён клубом званием Лучшего молодого игрока года.
27 ноября 2013 года было объявлено, что Мейсон арендован «Болтоном» до 5 января 2014 года. В составе «рысаков» Джо дебютировал 30 ноября в игре с «Мидлсбро», заменив на 83-й минуте Нила Даннса.
20 февраля 2014 года «Болтон» повторно арендовал Мейсона сроком на 1,5 месяца.
28 января 2016 года Мейсон перешёл в «Вулверхэмптон Уондерерс», с которым заключил контракт сроком на три с половиной года. Сумма трансфера не была оглашена.
23 августа 2017 года Мейсон отправился аренду в «Бертон Альбион» до 2 января 2018 года.
20 февраля 2018 года американский клуб «Колорадо Рэпидз» объявил об аренде Мейсона на год. В своём дебютном матче в MLS, 24 марта против «Спортинга Канзас-Сити», ему понадобилось восемь минут, чтобы забить гол. 12 июля «Рэпидз» сообщил о прекращении аренды и возвращении Мейсона к «волкам».
31 августа 2018 года Мейсон был взят в аренду «Портсмутом» до 2 января 2019 года.
31 января 2019 года контракт Мейсона с «Вулверхэмптон Уондерерс» был расторгнут по взаимному согласию сторон.
4 июня 2019 года Мейсон присоединился к клубу Лиги один «Милтон-Кинс Донс». По окончании сезона 2019/20 срок контракта Мейсона с «МК Донс» истёк, но 24 августа 2020 года клуб переподписал контракт с игроком. 19 января 2021 года в матче против «Флитвуд Таун» он оформил хет-трик к 28-й минуте.
10 мая 2021 года Мейсон перешёл по свободному трансферу в клуб Канадской премьер-лиги «Кавалри», подписав многолетний контракт. Дебютировал за «Кавалри» 18 июля в матче против «Галифакс Уондерерс». 3 августа в дерби Альберты против «Эдмонтона» забил свой первый гол за «Кавалри». Всего в сезоне 2021 забил семь голов в 15 матчах. 21 января 2022 года клуб объявил об его возвращении в сезоне 2022.

## Достижения
«Кардифф Сити»
- Чемпионшип: 2012/13